# Centrum Handlowe Plejada Sosnowiec
Centrum Handlowe Plejada Sosnowiec – centrum handlowe w Sosnowcu, otwarte w 2001 roku, w skład którego wchodzi galeria handlowa i hipermarket Carrefour, położone na terenie dzielnicy Środula – Konstantynów, pomiędzy ulicami: Staszica, Norwida i 3 Maja.
Budynek przy Staszica 8B to parterowa budowla o całkowita powierzchni 40 tys. m², a użytkowej 36 tys. m², z czego największą część zajmuje powierzchnia handlowa – 26 tys. m², mieści się na niej 117 sklepów. W centrum znajduje się hipermarket Carrefour oraz 80 sklepów i punktów usługowych. Wśród najemców są m.in.: Reserved, Cropp, House, Sinsay, H&M, Smyk, NewYorker, CCC, RTV Euro AGD, Orsay, Deichmann, Sephora, Pepco, Komfort, Empik, Rossmann, 4F, Martes Sport, HalfPrice, Jysk, Drogerie Natura, Pierre Cardin. Przy budynku znajduje się parking z 1350 miejscami parkingowymi, dwiema stacjami paliw (Carrefour, Moya) i myjnią samochodową.

## Historia
Budowa Centrum Handlowego Plejada rozpoczęła się 27.02.2001 na nieużyktach poprzemysłowych byłej Huty Buczek (wcześniej Huta Katarzyna), na których do lat 80. znajdowała się sławna hałda Huty Katarzyna. Budowę zakończono 13.11.2001. Głównymi inwestorami byli: polski oddział duńskiej firmy TK Development i Ahold Polska. Budowa kosztowała około 40 mln USD (ponad 160 mln zł). Generalnym wykonawcą budowy był Mostostal Zabrze. Otwarcie nastąpiło 14.11.2001 a wśród pierwotnych najemców znaleźli się: Hypernowa i Centrum Rozrywki (ze ścianką wspinaczkową).
W 2003 roku koncern Ahold sprzedał sieć Hypernowa dla Carrefour Polska w wyniku czego w Plejadzie zmienił się główny market.
W 2005 roku galeria została sprzedana funduszowi zarządzanemu przez St. Martins Property Group.
W 2007 przeprowadzona była rozbudowa centrum o kolejny pasaż, w którym znalazło się 16 nowych sklepów, (czekoladziarnia oraz fitness club). Prace budowlane prowadził Mostostal Zabrze.
W 2010 r. zarządzanie obiekt przejął Cushman & Wakefield.
W 2012 centrum przeszło generalny remont.
W 2020 w bezpośrednim sąsiedztwie centrum handlowego otwarto sklep sieci Biedronka, a w 2021 rozpoczęły się pracę nad uruchomieniem kolejnych sklepów spółki Euro Mall należącej do TK Development. W 2022 w tym miejscu otwarto park handlowy Aura Park ze sklepami Kik, Dealz, Action oraz Media Expert. 

## Komunikacja
Centrum handlowe znajduje się w bezpośrednim sąsiedztwie ulicy 3 Maja, z którą połączenie zapewnia węzeł z ulicą Norwida—Zaruskiego-Kombajnistów oraz drugi z ulicą Narutowicza i Staszica. Obsługę komunikacją publiczną zapewniają dwa przystanki tramwajowe Konstantynów Centrum Handlowe obsługiwane przez jedną linie (24). W odległości 300 m od Centrum Handlowego znajdują się przystanki tramwajowe linii nr 15 Sielec Osiedle Zamkowa w odległości 500 m para przystanków autobusowych o tej samej nazwie, obsługiwanych przez 7 linii metropolitalnych a w odległości 800 m od Centrum znajduje się zestaw przystanków autobusowych i tramwajowych Środula Osiedle obsługiwanych przez 14 linii autobusowych ZTM i jedną linię tramwajową (nr 15). 